# Таламанка-де-Харама
Таламанка-де-Харама (ісп. Talamanca de Jarama) — муніципалітет в Іспанії, у складі автономної спільноти Мадрид. Населення — 2927 осіб (2010).
Муніципалітет розташований на відстані близько 40 км на північний схід від Мадрида.
На території муніципалітету розташовані такі населені пункти: (дані про населення за 2010 рік)
- Таламанка-де-Харама: 2895 осіб
- Карракальдерас: 0 осіб
- Лас-Дунас: 2 особи
- Ла-Моралеха: 16 осіб
- Сан-Бартоломе: 14 осіб
- Лас-Ондас: 0 осіб

## Демографія
Динаміка населення (INE ):

## Галерея зображень

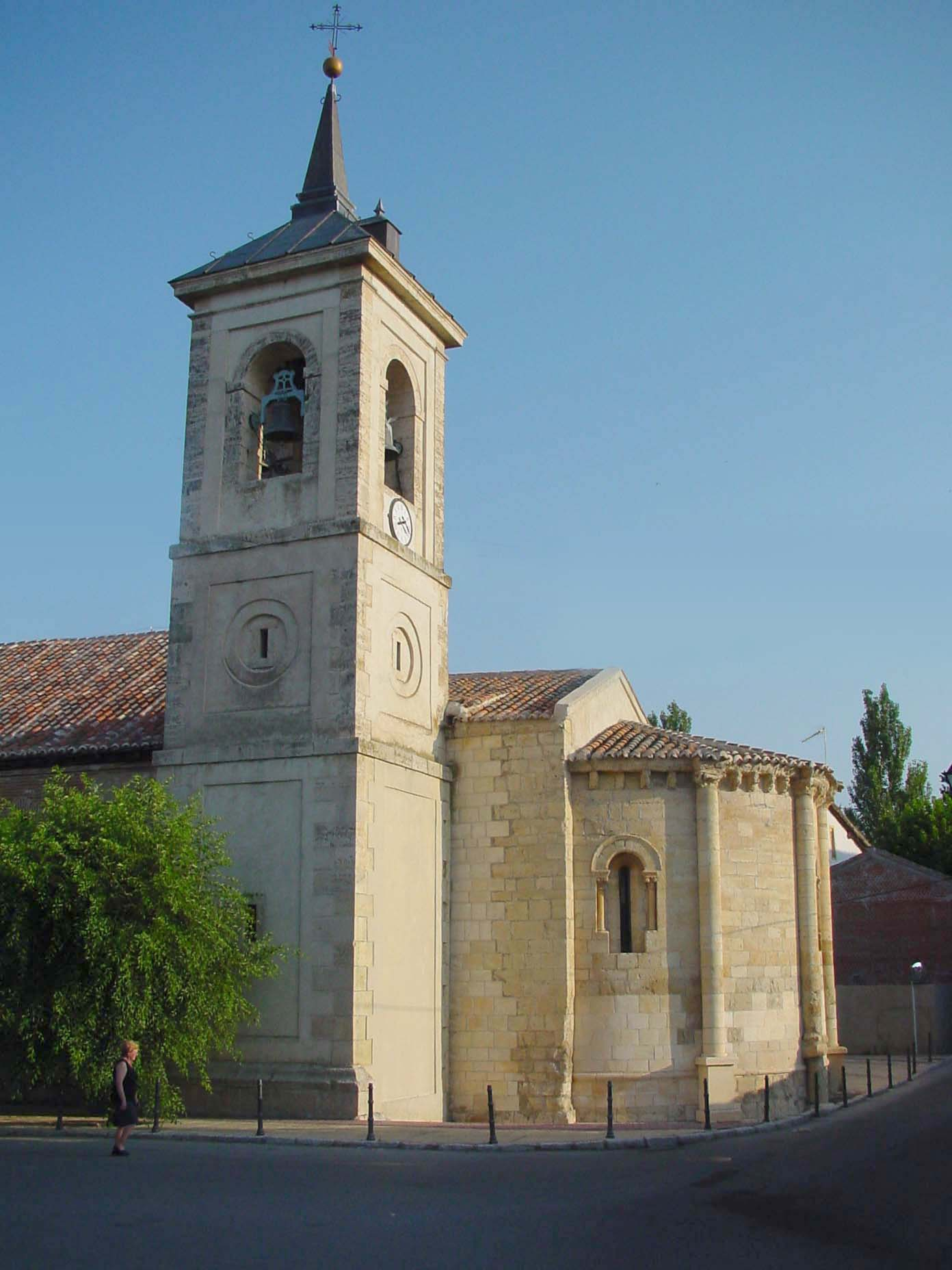
Парафіяльна церква Сан-Хуан-Баутіста
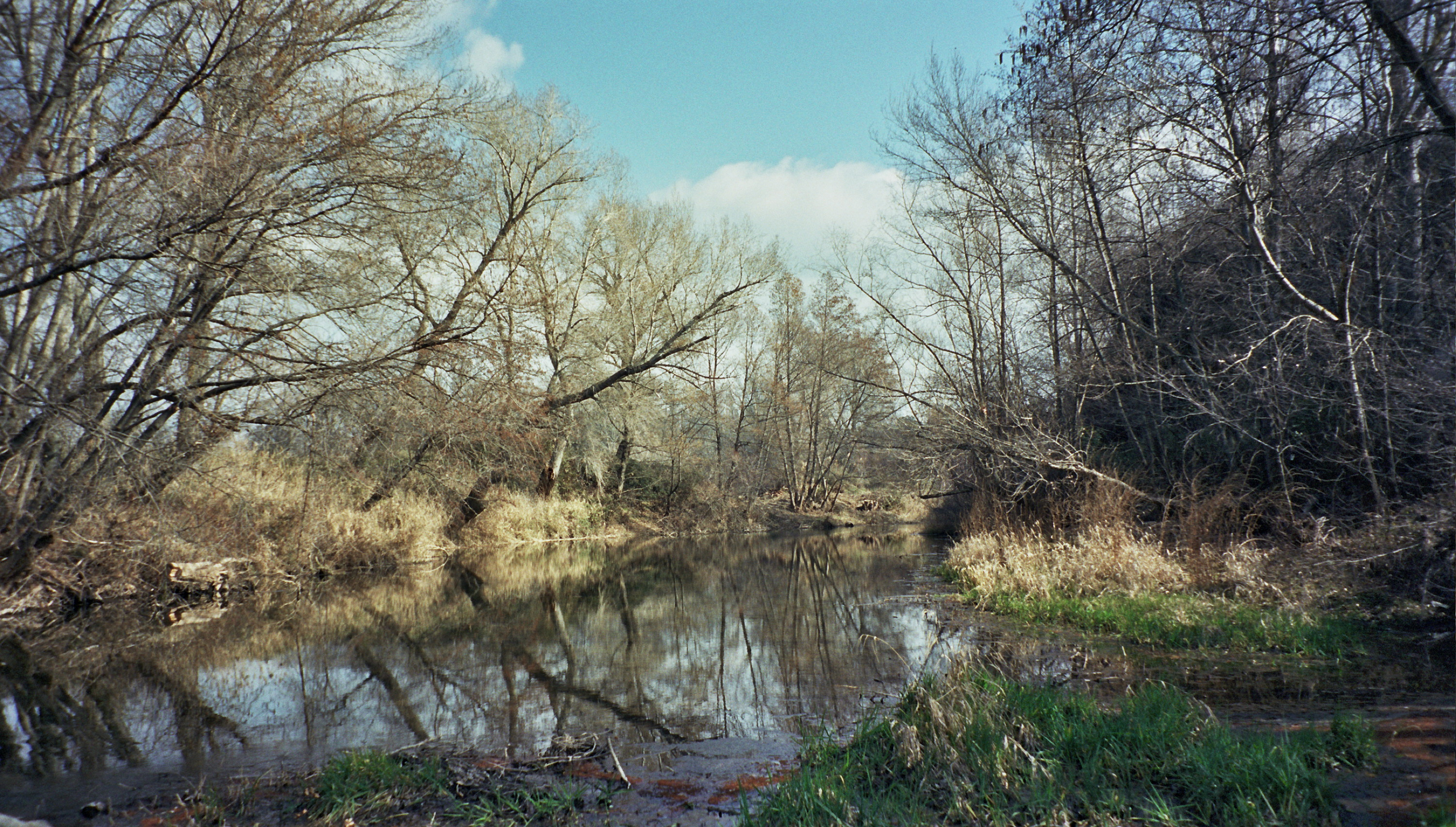
Річка Харама, Таламанка-де-Харама